# Lauren Williams
Lauren Williams (ur. 13 września 1981) – kanadyjska wrestlerka, obecnie występująca w federacji Total Nonstop Action Wrestling pod pseudonimem Angelina Love.

## Kariera wrestlerki

### Powrót do TNA (2007–2009)

#### The Beautiful People (2007–2009)
Gdy Total Nonstop Action Wrestling ogłosiło utworzenie własnej dywizji kobiet w 2007, Williams została zapowiedziana jako jedna z 10 uczestniczek Gauntlet matchu, który miał wyłonić pierwszą TNA Women’s World Championkę na Bound for Glory (14 października). Została wyeliminowana z pojedynku przez Gail Kim i ODB. Na Genesis (11 listopada) Williams uczestniczyła w Fatal Four Way matchu, w którym Gail Kim obroniła mistrzostwo kobiet; innymi uczestniczkami pojedynku były ODB i Roxxi Laveaux. W tym samym miesiącu Williams zaczęła walczyć pod pseudonimem ringowym Angelina Love i nawiązała współpracę z Velvet Sky. Ich zespół nosił nazwę Velvet-Love Entertainment. Duet pokonał ODB i Roxxi Laveaux na Turning Point (2 grudnia) w Tag Team matchu. W kolejnych miesiącach Love i Sky pomagały Gail Kim w jej rywalizacji z Awesome Kong. W odcinku Impactu! z 13 marca 2008 przeszły heel turn po ataku na Laveaux.
Po przejściu heel turnu zawodniczki porzuciły przydomek Velvet-Love Entertainment, przyjmując nazwę The Beautiful People. Przybrały wizerunek primadonn, brzydzących się i znieważających każdą osobę, którą uznały za nieatrakcyjną fizycznie. Wzięły udział w ośmioosobowym Queen of the Cage matchu na Lockdown (13 kwietnia), gdzie w ostatniej fazie pojedynku Roxxi Laveaux pokonała Angelinę Love, zostając pretendentką do walki o mistrzostwo kobiet. Na Sacrifice (11 maja) zorganizowano Battle Royal, w którym dwie zwycięskie zawodniczki miały zmierzyć się w Ladder matchu. Przegrana zawodniczka miała być za karę ostrzyżona. Dwójką tą okazały się Gail Kim i Roxxi Laveaux. W razie wygranej ostatniej z wymienionych, to Angelinie Love miano ściąć włosy. Wiedząc to, członkini The Beautiful People zainterweniowała w pojedynek, przechylając szalę zwycięstwa na stronę Kim. Gdy Knockoutki z litością przyglądały się strzyżeniu Roxxi, Love i Sky drwiły z poszkodowanej rywalki. 
The Beautiful People kontynuowały nękanie innych zawodniczek, włącznie ze zmarnowaniem szansy Kim na zdobycie po raz drugi mistrzostwa kobiet oraz nieudanej próbie ścięcia włosów ODB. 5 czerwca ODB i Sky stoczyły Street Fight match, podczas którego zadebiutowała Mickie Knuckles (znana później jako Moose) i nawiązała współpracę z drużyną Love i Sky. Na Slammiversary (8 czerwca) trójka wrestlerek nie sprostała Roxxi, ODB i Kim w Six Women Tag Team matchu. 18 lipca Sky wygrała dziesięcioosobowy Battle Royal, dzięki czemu zyskała prawo walki o Knockouts Championship. Tydzień później przegrała walkę o mistrzostwo, po czym wspólnie z Love zaatakowały mistrzynię Taylor Wilde, nakładając na jej głowę prześmiewczą papierową torbę. Tydzień później Kim i Wilde zwyciężyły The Beautiful People w Tag Team matchu. Po zakończonym pojedynku doszło między zawodniczkami do bójki, do której dołączyła również Awesome Kong i Raisha Saeed. ODB i Roxxi Laveaux wsparły protagonistki. Na Hard Justice (10 sierpnia) Love, Sky i Kong zostały pokonane przez Kim, ODB i Wilde.
W drugim odcinku Impactu! w 2009 Wilde i Roxxi wyjawiły Angelinie Love i Velvet Sky, że wszystkie zadania wykonywane przez nie na przełomie grudnia i stycznia dla The Governor Sarah Palin (ubieranie się w niemodną odzież, brak makijażu, praca w domowym zoo), które miały sprawić, że zostaną członkiniami jej gabinetu w Białym Domu, jak i uwierzenie udawanej przez Daffney polityk, miały na celu uwidocznienie głupoty antagonistek oraz wzięcia na nich odwetu za wszystkie krzywdy, jakie wyrządziły Knockoutkom. Po zakończeniu złośliwej krytyki i wyszydzeniu na głowy Love i Sky została wylana brunatna ciecz. W następnym tygodniu The Beautiful People brutalnie zaatakowały The Governor za kulisami dopóki nie zostały powstrzymane przez Cute’a Kipa. 5 lutego zespół zemścił się na Roxxi i Wilde, pokonując je w Tag Team matchu, następnie założyły im na głowy prześmiewcze torby. The Governor przegoniła antagonistki.
Rywalizacja The Beautiful People z Wilde zaogniła się, gdy wygrały z nią Tag Team match, w trakcie którego Madison Rayne przeszła na stronę antagonistek, atakując Wilde. Tydzień później grupa odniosła zwycięstwo w Four Corners Tag Team matchu przeciwko Awesome Kong i Raishie Saeed, Rhace Khan i Sojourner Bolt oraz Wilde i Roxxi. 12 marca Love i Sky zapowiedziały, że Rayne będzie musiała przejść inicjację do Mi Pi Sexy (Mi∇⦵) (nowo utworzone bractwo studenckie w zespole), a jej pierwszym zadaniem bojowym będzie walka z Taylor Wilde, którą zawodniczka ostatecznie przegrała. Wkrótce zespół zaczął pozostawiać swój znak rozpoznawczy na przeciwniczkach w postaci obcinania im pukli włosów, w ten sposób również Love dążyła do walki o TNA Knockouts Championship. Ich pierwszą ofiarą została The Governor. Na Destination X (15 marca) trio nie sprostało Wilde, Roxxi i The Governor. The Beautiful People kontynuowały strzyżenie rywalek, kolejno ośmieszając Raishę Saeed, Taylor Wilde, a po Six Woman Tag Team matchu, rozegranym 16 kwietnia, z tymi rywalkami oraz Awesome Kong, obcięły włosy ostatniej z nich. Na Lockdown (19 kwietnia) Love pokonała Kong w meczu o TNA Knockouts Championship. Mi Pi Sexy zorganizowały 23 kwietnia celebrację z okazji tego sukcesu, jednocześnie Rayne została ogłoszona oficjalnie członkinią zespołu. Przyjęcie przerwała była mistrzyni, niszcząc wszystko dookoła, następnie w kolejnych odcinkach Impactu! zwyciężyła Rayne, Sky i Cute Kipa w Stretcher matchach, jednak na Sacrifice (24 maja) nie udało jej się odzyskać tytułu mistrzowskiego należącego do Love.
28 maja Love obroniła tytuł przeciwko Sojourner Bolt. Po szybkim pokonaniu Bolt, Love zapytał, dlaczego Cute Kip wciąż się z nimi pojawia i oficjalnie wyrzucił go z grupy. Następnie mistrzyni wygłosiła przemówienie o dominacji The Beautiful People i kpiła z braku konkurencji w TNA. Doprowadziło to do debiutu Tary, która zaatakowała Sky i Rayne i użyła swojego finiszera Widow’s Peak na Love. Na Slammiversary (21 czerwca) Tara nie wykorzystała swojej szansy, ponieważ Sky i Rayne rozpyliły lakier do włosów, oślepiając rywalkę. W następnych tygodniach nowo przybyła wrestlerka zaczęła pojawiać się w ringu z tarantulą o nazwie Poison i straszyć nią członkinie The Beautiful People. 1 lipca, po wygranym Tag Team matchu z The Beautiful People, położyła pająka na nieprzytomnej Velvet Sky. Gdy tydzień później chciała zrobić to samo po raz drugi po zwycięstwie nad Sky, Love zgodziła się postawić swoje mistrzostwo kobiet na szali, które Tara wygrała tego samego dnia, lecz na Victory Road (19 lipca) utraciła je na rzecz przeciwniczki. Poróżniwszy się z ODB i Codym Deanerem, Love i Sky miały zmierzyć się z nimi w Tag Team matchu na Hard Justice (13 sierpnia). Na szali pojedynku znalazło się również TNA Knockouts Championship.

## Osiągnięcia
- Impact Wrestling Federation
  - Menadżer roku (2000)

- Old School Pro Wrestling
  - OSPW Women’s Championship (1 x)

- Pro Wrestling Illustrated
  - PWI sklasyfikowało ją na 2. miejscu z 50 najlepszych wrestlerek roku 2009.

- Total Nonstop Action Wrestling
  - TNA Women's Knockout Championship – (5 razy)
- TNA Knockout Tag Team Championship – (1 raz) z Winter (obecnie)